# Speak Now (Taylor's Version)
Cet article concerne l'album réenregistré de Taylor Swift. Pour l'album d'origine de la même chanteuse, voir Speak Now.
Albums de Taylor Swift
Midnights
(2022) 1989 (Taylor's Version)
(2023)
Singles
1. I Can See You
Sortie : 7 juillet 2023

Speak Now (Taylor's Version) est le troisième album réenregistré de l'autrice-compositrice-interprète américaine Taylor Swift, sorti le 7 juillet 2023 par Republic Records. Il s'agit d'un réenregistrement du troisième album studio de Swift, Speak Now (2010), et fait suite à ses albums réenregistrés en 2021, Fearless (Taylor's Version) et Red (Taylor's Version) suite du différend concernant la propriété des droits de ses six premiers albums studio. Speak Now (Taylor's Version) a été annoncé le 5 mai 2023, lors du premier spectacle à Nashville de sa tournée de concerts en cours, The Eras Tour.

## Mise en contexte
Conformément à son contrat avec Big Machine Records, Taylor Swift a sorti six albums studio sous ce label de 2006 à 2017. En novembre 2018, le contrat avec le label a expiré; elle s'est donc retirée de Big Machine et a signé un nouveau contrat d'enregistrement avec Republic Records, une division d'Universal Music Group, qui lui a garanti les droits de propriété des masters de la nouvelle musique qu'elle sortira. En 2019, l'homme d'affaires américain Scooter Braun et sa société Ithaca Holdings a acquis Big Machine. Dans le cadre de l'acquisition, la propriété des masters des six premiers albums studio de Swift, y compris son troisième album studio, Speak Now (2010), a été transférée à Braun. En août 2019, Swift a dénoncé le rachat du label par Braun et a annoncé qu'elle réenregistrerait ses six premiers albums studio, afin de posséder elle-même leurs maîtres. En novembre 2020, Braun a vendu les masters à Shamrock Holdings, une société de capital-investissement américaine détenue par le domaine Disney, à la condition que Braun et Ithaca Holdings continuent de financièrement tirer profit des albums. Swift a commencé à réenregistrer les albums en novembre 2020. Fearless (Taylor's Version), le premier de ses six albums réenregistrés, est sorti le 9 avril 2021, suivi de Red (Taylor's Version) le 12 novembre 2021; tous deux ont remporté un succès critique et commercial, faisant leurs débuts au sommet du palmarès américain Billboard 200,.

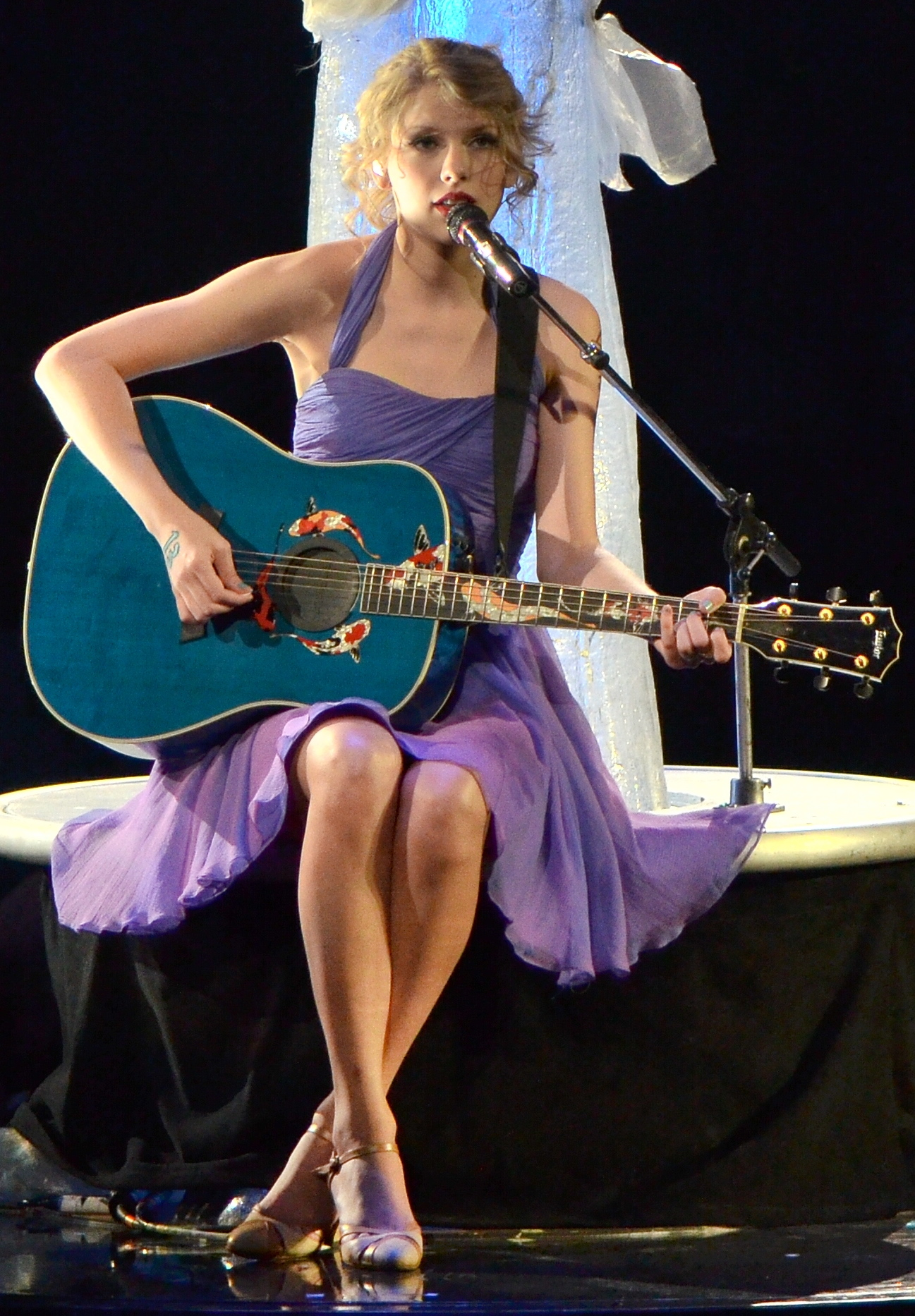
Taylor Swift lors du Speak Now World Tour en 2011.

Les spéculations sur un réenregistrement de Speak Now remontaient à novembre 2021, lorsque Swift a sorti Red (Taylor's Version), faisant référence à des mots clés de l'ère 2010 dans les publications sur les réseaux sociaux. Les clips de Bejeweled et Lavender Haze, sortis respectivement en 2022 et 2023, contenaient de nombreux indices faisant référence à Speak Now,. Les théories des fans se sont intensifiées après le début de la tournée de Swift en 2023, The Eras Tour : les bracelets multicolores que les participants ont reçus ont clignoté en violet à la fin d'un concert. Swift a fait allusion à une réédition lors de la représentation de Speak Now, puis utilisé un emoji cœur violet sur les réseaux sociaux quelques jours avant l'annonce.
Le 5 mai 2023, lors du premier spectacle de la tournée Eras dans la ville où elle a grandi, Nashville, Swift a annoncé Speak Now (Taylor's Version) comme son prochain album réenregistré, dont la sortie est prévue le 7 juillet 2023, après quoi elle a joué une version acoustique du deuxième morceau de l'album, Sparks Fly (2011). Elle a ensuite révélé dans des publications sur les réseaux sociaux : « J'adore cet album parce qu'il raconte l'histoire de grandir, de s'agiter, de voler et de s'écraser… et de vivre pour en parler ». Swift a souligné les difficultés auxquelles elle a été confrontée dans sa vie au moment où elle a écrit le disque, parmi lesquelles « l'honnêteté brutale, les confessions diaristiques non filtrées et la nostalgie sauvage »,.

## Sortie
Speak Now (Taylor's Version) est sorti le 7 juillet 2023, marquant le troisième album réenregistré de Swift. Il contient 22 pistes, dont six sont désignées « From the Vault ». Celles-ci sont des chansons inédites qui ont été écrites pour Speak Now mais qui n'ont pas été incluses de la liste finale des pistes choisies en 2010,. Le réenregistrement de If This Was A Movie, un morceau deluxe de l'album original de 2010, est sorti en tant que single promotionnel et inclus sur la compilation exclusive en streaming EP The More Fearless (Taylor's Version) Chapter le 17 mars 2023. L'édition vinyle de Speak Now (Taylor's Version) est un ensemble de trois LP violets marbrés.
Le 5 juin 2023, Swift annonce la liste des pistes de Speak Now (Taylor's Version). Elle contient 22 chansons, soit le réenregistrement des 14 chansons originales de l'édition standard de l’album, Ours et Superman qui sont des pistes originales de l'édition deluxe de Speak Now et six nouvelles chansons désignées « From the Vault », qui ont été composées pour l’album de 2010, mais qui n’ont jamais été incluses dans celui-ci. L'auteure-compositrice américaine Hayley Williams du groupe Paramore et le band de rock Fall Out Boy, sont en collaboration avec Taylor Swift sur les pistes Electric Touch et Castles Crumbling.  Le 29 juin, alors que le morceau de Back to December (2010) gagne en popularité, un court extrait de Back to December (Taylor's Version) est présenté dans la bande-annonce officielle de la deuxième saison de la série Prime Video, L'été où je suis devenue jolie. Le 7 juillet 2023, Swift a sorti le clip vidéo de la piste I Can See You (Taylor's Version) (From The Vault) lors de son premier spectacle à Kansas City du Eras Tour. Il a été diffusé sur sa chaîne YouTube. Réalisé et écrit par Swift, la vidéo la met en vedette les acteurs Taylor Lautner, Joey King et Presley Cash. Les deux derniers figuraient précédemment dans la vidéo de Swift pour Mean (2011).

## Liste des pistes
Tous les titres sont suivis de l'appellation "Taylor's Version". Les chansons 17 à 22 sont aussi suivies de la mention « From The Vault », c'est-à-dire les chansons qui n'avaient pas fait la liste des pistes à la sortie de l'album en 2010.Toutes les chansons sont écrites et composées par Taylor Swift.
| Speak Now (Taylor's Version) – Édition standard | Speak Now (Taylor's Version) – Édition standard | Speak Now (Taylor's Version) – Édition standard | Speak Now (Taylor's Version) – Édition standard | Speak Now (Taylor's Version) – Édition standard | Speak Now (Taylor's Version) – Édition standard | Speak Now (Taylor's Version) – Édition standard | Speak Now (Taylor's Version) – Édition standard | Speak Now (Taylor's Version) – Édition standard | Speak Now (Taylor's Version) – Édition standard |
| No                                              | Titre                                           | Producteur(s)                                   | Durée                                           |                                                 |                                                 |                                                 |                                                 |                                                 |                                                 |
| ----------------------------------------------- | ----------------------------------------------- | ----------------------------------------------- | ----------------------------------------------- | ----------------------------------------------- | ----------------------------------------------- | ----------------------------------------------- | ----------------------------------------------- | ----------------------------------------------- | ----------------------------------------------- |
| 1.                                              | Mine                                            | - Taylor Swift - Christopher Rowe               | 3:51                                            |                                                 |                                                 |                                                 |                                                 |                                                 |                                                 |
| 2.                                              | Sparks Fly                                      | - Swift - Rowe                                  | 4:21                                            |                                                 |                                                 |                                                 |                                                 |                                                 |                                                 |
| 3.                                              | Back to December                                | - Swift - Rowe                                  | 4:54                                            |                                                 |                                                 |                                                 |                                                 |                                                 |                                                 |
| 4.                                              | Speak Now                                       | - Swift - Rowe                                  | 4:02                                            |                                                 |                                                 |                                                 |                                                 |                                                 |                                                 |
| 5.                                              | Dear John                                       | - Swift - Rowe                                  | 6:45                                            |                                                 |                                                 |                                                 |                                                 |                                                 |                                                 |
| 6.                                              | Mean                                            | - Swift - Rowe                                  | 3:58                                            |                                                 |                                                 |                                                 |                                                 |                                                 |                                                 |
| 7.                                              | The Story of Us                                 | - Swift - Rowe                                  | 4:27                                            |                                                 |                                                 |                                                 |                                                 |                                                 |                                                 |
| 8.                                              | Never Grow Up                                   | - Swift - Rowe                                  | 4:52                                            |                                                 |                                                 |                                                 |                                                 |                                                 |                                                 |
| 9.                                              | Enchanted                                       | - Swift - Rowe                                  | 5:53                                            |                                                 |                                                 |                                                 |                                                 |                                                 |                                                 |
| 10.                                             | Better than Revenge                             | - Swift - Rowe                                  | 3:40                                            |                                                 |                                                 |                                                 |                                                 |                                                 |                                                 |
| 11.                                             | Innocent                                        | - Swift - Rowe                                  | 5:01                                            |                                                 |                                                 |                                                 |                                                 |                                                 |                                                 |
| 12.                                             | Haunted                                         | - Swift - Rowe                                  | 4:05                                            |                                                 |                                                 |                                                 |                                                 |                                                 |                                                 |
| 13.                                             | Last Kiss                                       | - Swift - Rowe                                  | 6:09                                            |                                                 |                                                 |                                                 |                                                 |                                                 |                                                 |
| 14.                                             | Long Live                                       | - Swift - Rowe                                  | 5:17                                            |                                                 |                                                 |                                                 |                                                 |                                                 |                                                 |
| 15.                                             | Ours                                            | - Swift - Rowe                                  | 3:55                                            |                                                 |                                                 |                                                 |                                                 |                                                 |                                                 |
| 16.                                             | Superman                                        | - Swift - Rowe                                  | 4:34                                            |                                                 |                                                 |                                                 |                                                 |                                                 |                                                 |
| 17.                                             | Electric Touch (featuring Fall Out Boy)         | - Swift - Aaron Dessner                         | 4:26                                            |                                                 |                                                 |                                                 |                                                 |                                                 |                                                 |
| 18.                                             | When Emma Falls in Love                         | - Swift - Dessner                               | 4:12                                            |                                                 |                                                 |                                                 |                                                 |                                                 |                                                 |
| 19.                                             | I Can See You                                   | - Swift - Jack Antonoff                         | 4:33                                            |                                                 |                                                 |                                                 |                                                 |                                                 |                                                 |
| 20.                                             | Castles Crumbling (featuring Hayley Williams)   | - Swift - Antonoff                              | 5:06                                            |                                                 |                                                 |                                                 |                                                 |                                                 |                                                 |
| 21.                                             | Foolish One                                     | - Swift - Dessner                               | 5:11                                            |                                                 |                                                 |                                                 |                                                 |                                                 |                                                 |
| 22.                                             | Timeless                                        | - Swift - Antonoff                              | 5:21                                            |                                                 |                                                 |                                                 |                                                 |                                                 |                                                 |
| 104:33                                          |                                                 |                                                 |                                                 |                                                 |                                                 |                                                 |                                                 |                                                 |                                                 |

| Speak Now (Taylor's Version) – Édition deluxe | Speak Now (Taylor's Version) – Édition deluxe | Speak Now (Taylor's Version) – Édition deluxe | Speak Now (Taylor's Version) – Édition deluxe | Speak Now (Taylor's Version) – Édition deluxe | Speak Now (Taylor's Version) – Édition deluxe | Speak Now (Taylor's Version) – Édition deluxe | Speak Now (Taylor's Version) – Édition deluxe | Speak Now (Taylor's Version) – Édition deluxe | Speak Now (Taylor's Version) – Édition deluxe |
| No                                            | Titre                                         | Durée                                         |                                               |                                               |                                               |                                               |                                               |                                               |                                               |
| --------------------------------------------- | --------------------------------------------- | --------------------------------------------- | --------------------------------------------- | --------------------------------------------- | --------------------------------------------- | --------------------------------------------- | --------------------------------------------- | --------------------------------------------- | --------------------------------------------- |
| 23.                                           | Dear John (live from Minneapolis)             | 7:09                                          |                                               |                                               |                                               |                                               |                                               |                                               |                                               |
| 24.                                           | Last Kiss (live from Kansas City)             | 6:12                                          |                                               |                                               |                                               |                                               |                                               |                                               |                                               |
| 117:54                                        |                                               |                                               |                                               |                                               |                                               |                                               |                                               |                                               |                                               |

## Certifications
| Pays          | Certification | Unités certifiées |
| ------------- | ------------- | ----------------- |
| France (SNEP) | Or            | 50 000            |

## Distribution
| Zone       | Date            | Format(s)                                         | Édition             | Label                 | Réf.   |
| ---------- | --------------- | ------------------------------------------------- | ------------------- | --------------------- | ------ |
| Divers     | 7 juillet 2023  | - Cassette - CD - Téléchargement - Streaming - LP | Standard            | Republic Records      | [ 25 ] |
| États-Unis | 13 juillet 2023 | Téléchargement                                    | Deluxe              | Republic Records      | [ 26 ] |
| Japon      | 16 août 2023    | CD                                                | - Standard - Deluxe | Universal Music Japan | [ 27 ] |